# Maafa
 (avril 2011).
Si vous disposez d'ouvrages ou d'articles de référence ou si vous connaissez des sites web de qualité traitant du thème abordé ici, merci de compléter l'article en donnant les références utiles à sa vérifiabilité et en les liant à la section « Notes et références ».

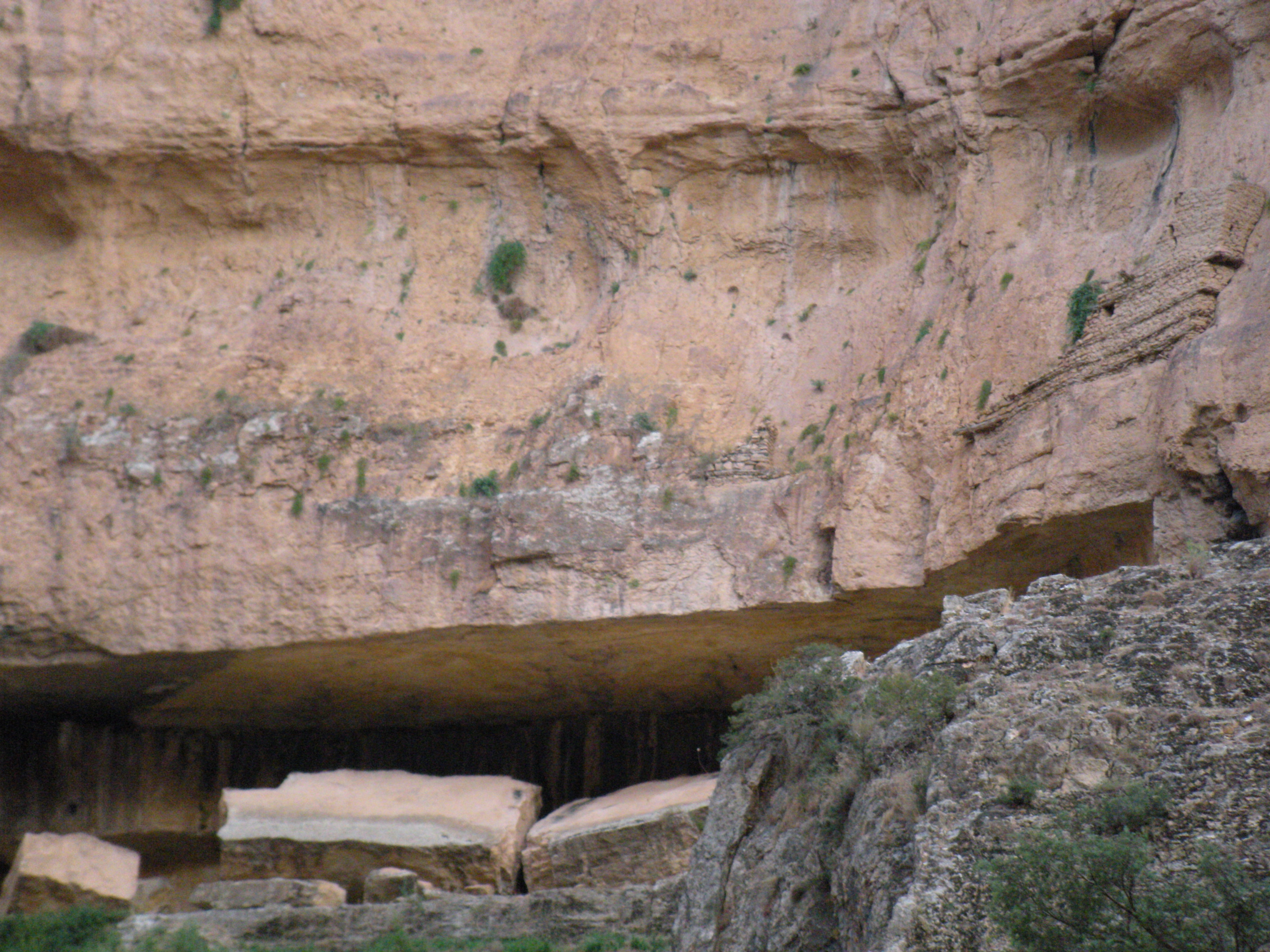
Grottes troglodytes de Maafa avec vue sur la grotte ainsi que le reste de l'habitation construite à même la paroi

Maafa est une commune de la wilaya de Batna en Algérie, située à environ 45 km au sud-ouest de Batna à environ 80 km au nord de Biskra.

## Géographie

### Relief et hydrographie

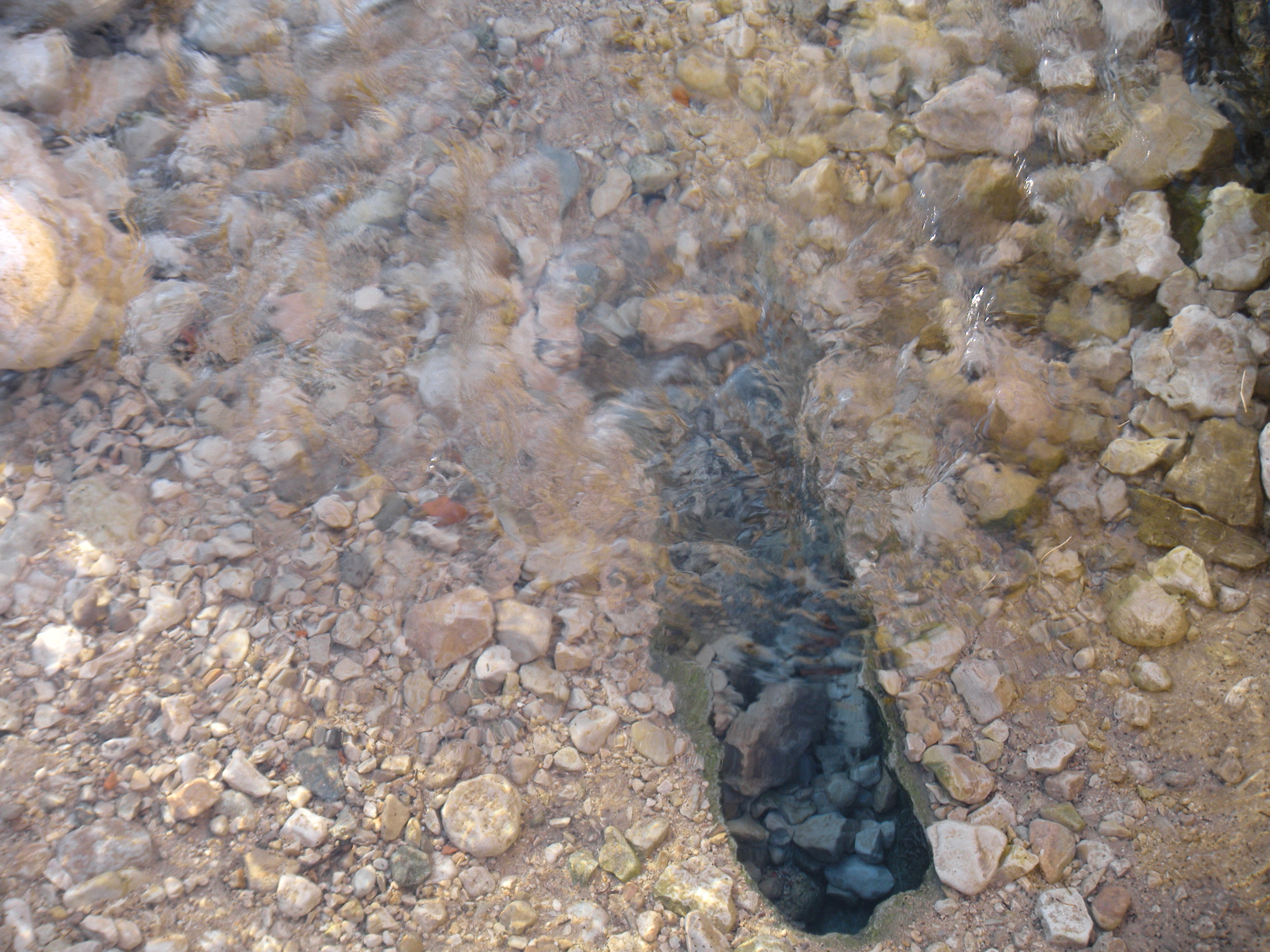
Irf M'Souf ou la naissance de la source de Maafa dans les Aurès en Algérie

La ville de Maafa est construite au bord de la source Irf M'Souf (signifie en chaoui la crête de l'oued (en arabe Ras el Oued)). Maafa possède six sources d'eau froide dont deux coulent tout au long de l'année.
Débuté en 2009, le barrage de Maafa est en construction pour ramasser les fortes pluies que connait la région, afin de contenir les eaux et maximiser l'utilisation des eaux d'Irf M'Souf et des sources avoisinantes. Celui servirait ainsi à développer dans un premier temps l'oasis de Maafa mais également à développer l'irrigation des cultures des habitants de la commune. Le barrage permettrait en outre d'alimenter en eau potable les habitants de la commune[réf. nécessaire].

### Situation
Le territoire de la commune de Maafa est situé au sud de la wilaya de Batna.
| Aïn Touta          | Aïn Touta, Ben Foudhala El Hakania | Ben Foudhala El Hakania |
| Aïn Touta          | Maafa                              | Bouzina                 |
| ? wilaya de Biskra | ? wilaya de Biskra                 | ? wilaya de Biskra      |

### Localités de la commune
La commune de Maafa est composée de 5 localités :
- Barbat
- Izmouren
- Maafa
- Moulia (Timhadjaret)
- Tasserghinet

## Histoire
En 2009, la région ayant connu des pluies diluviennes, les nappes phréatiques se sont remplis et débordent largement. Si bien que des sources taries depuis des années ont rejailli dans les montagnes de Maafa.

## Patrimoine
La commune de Maafa est d'abord connue pour ses vestiges d'habitations troglodytiques, ou grottes troglodytes qui, pour certaines, datent de 10 000 avant notre ère. D'autres habitations, sans doute plus récentes, disposent même d'annexes construites à même la paroi, pourtant parfois vertigineuse. Typiques de l'habitat traditionnel berbère, ces maisons demeurent pour certaines encore bien conservées. Il est même possible de voir au sein des grottes les traces de fumée qui tapissent leur plafond.
Depuis plusieurs années aujourd'hui, la source Ikhef N'ousoufe est très visitée par les habitants de la région, essentiellement en été. Elle est un attrait majeur pour la commune de Maafa. Entourée d'une luxuriante verdure et d'arbres séculaires, cette source est un lieu de rassemblement où les locaux et les visiteurs viennent pour se ressourcer, pique-niquer et apprécier la beauté naturelle. De plus, l'eau de cette source contribue à l'économie locale, étant utilisée à des fins domestiques et agricoles.

## Galerie

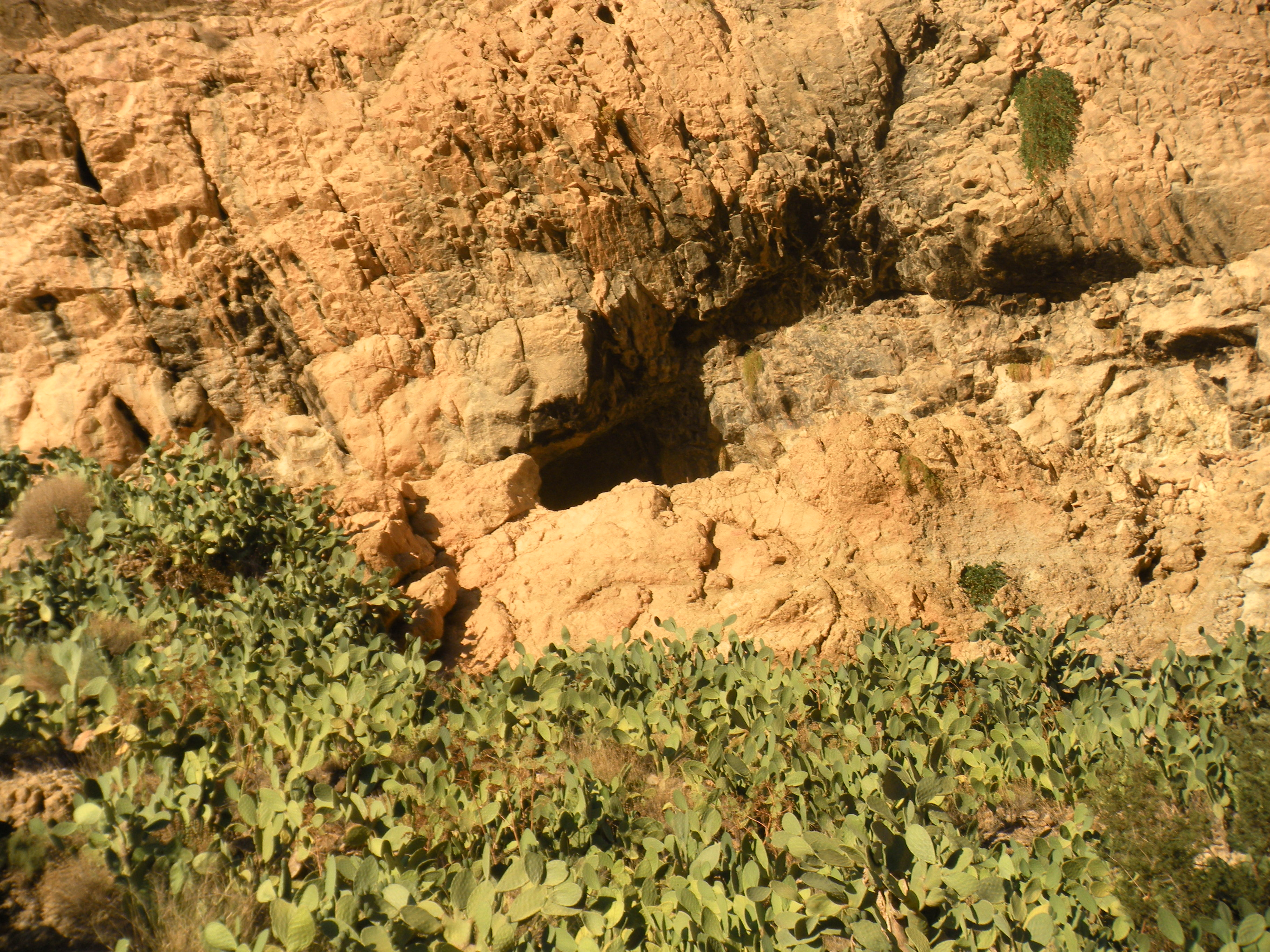
Grotte à l'entrée des gorges de Maafa.
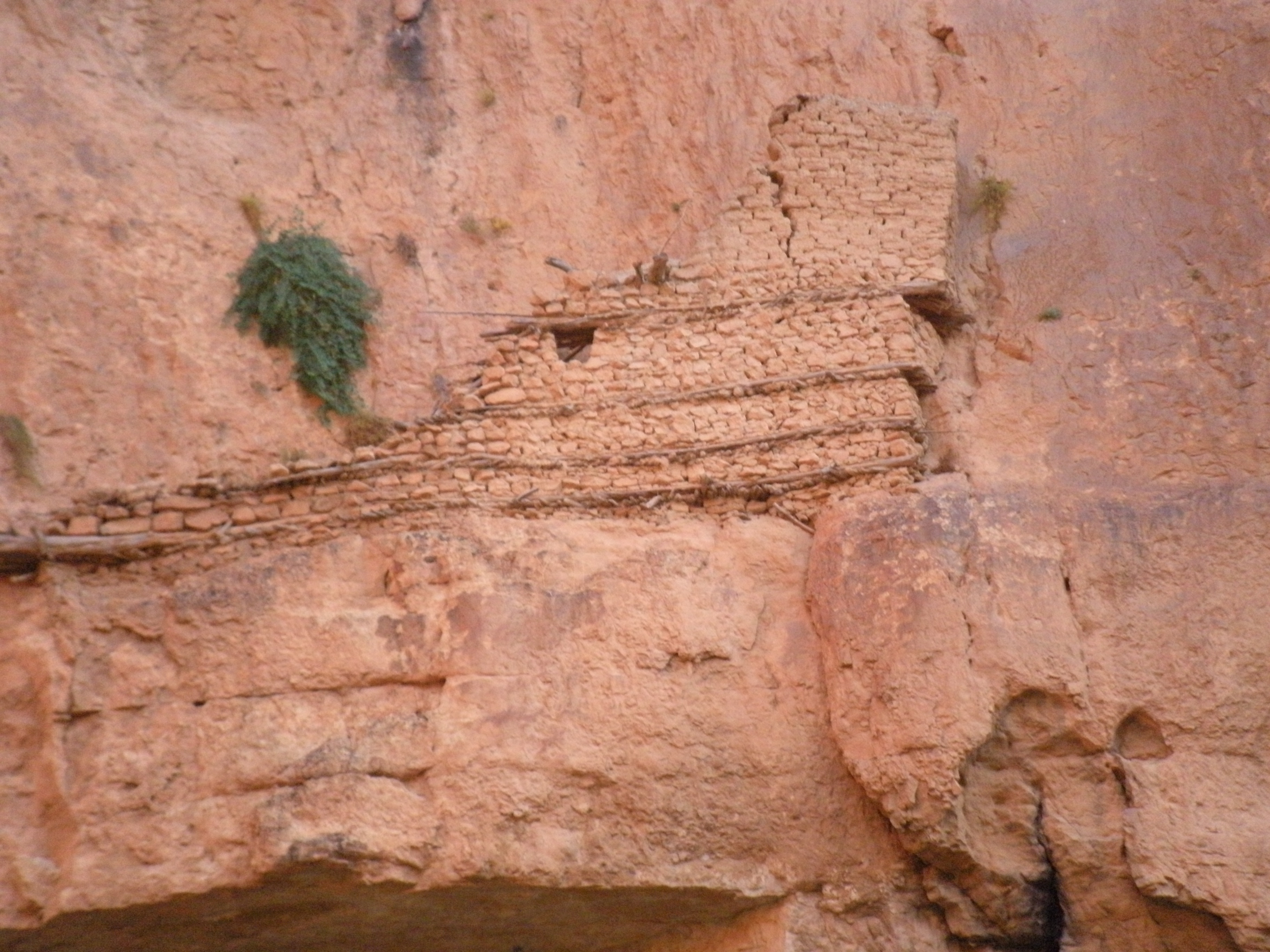
Habitation troglodyte à même la paroi de la falaise à Maafa.
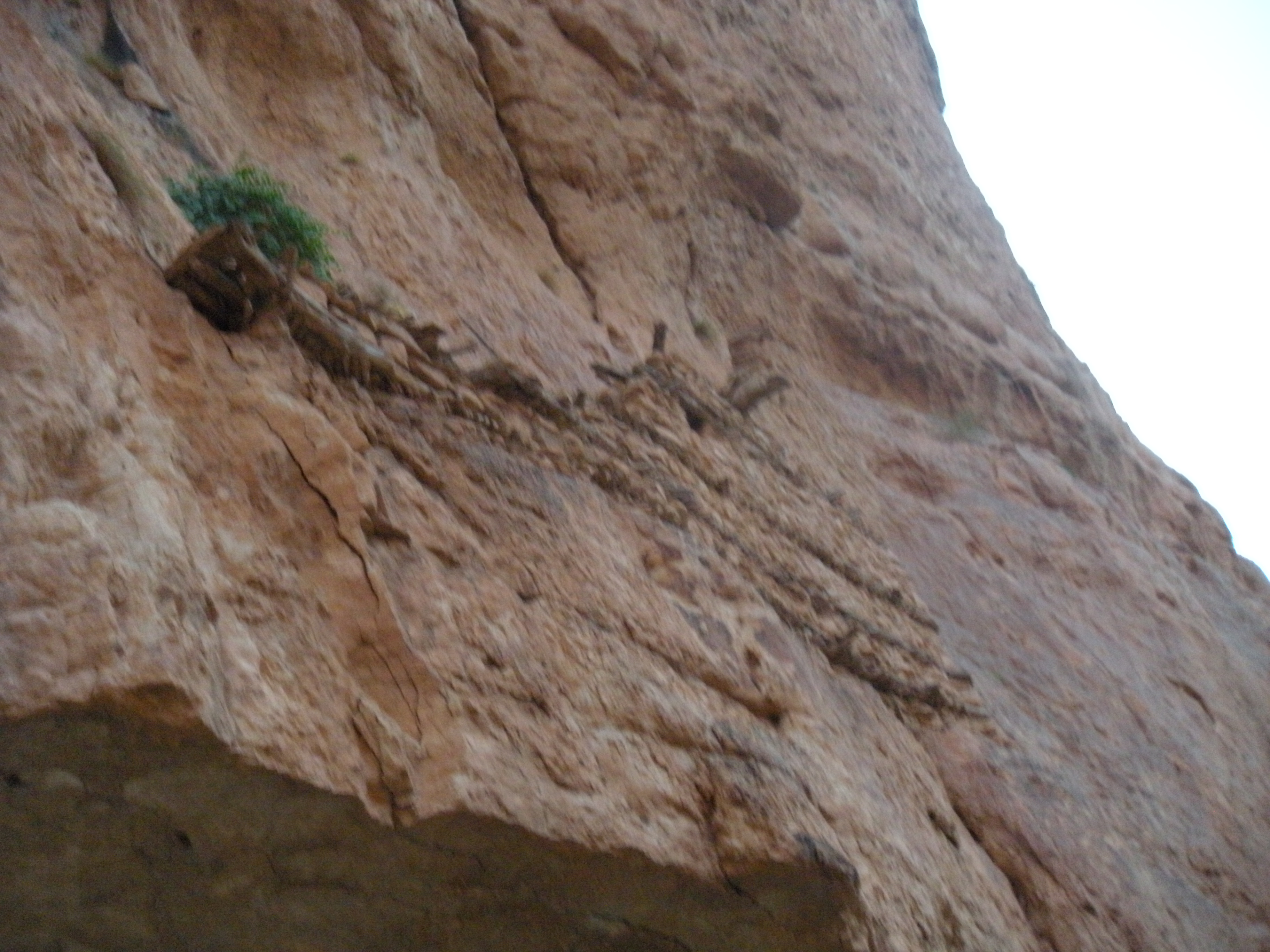
Habitation troglodyte vue d'en bas à Maafa.
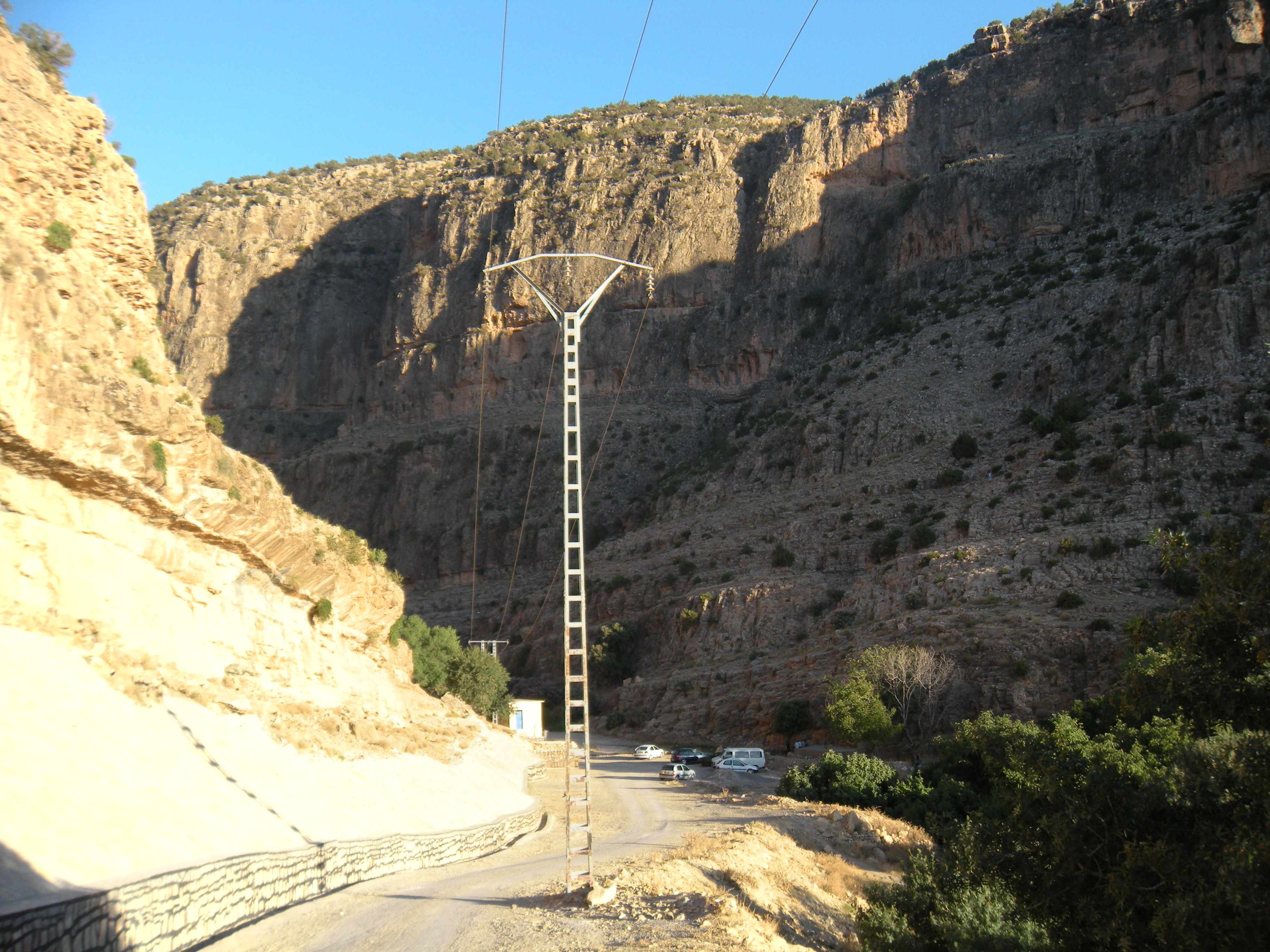
Gorges ou encore appelé défilé de Maafa.
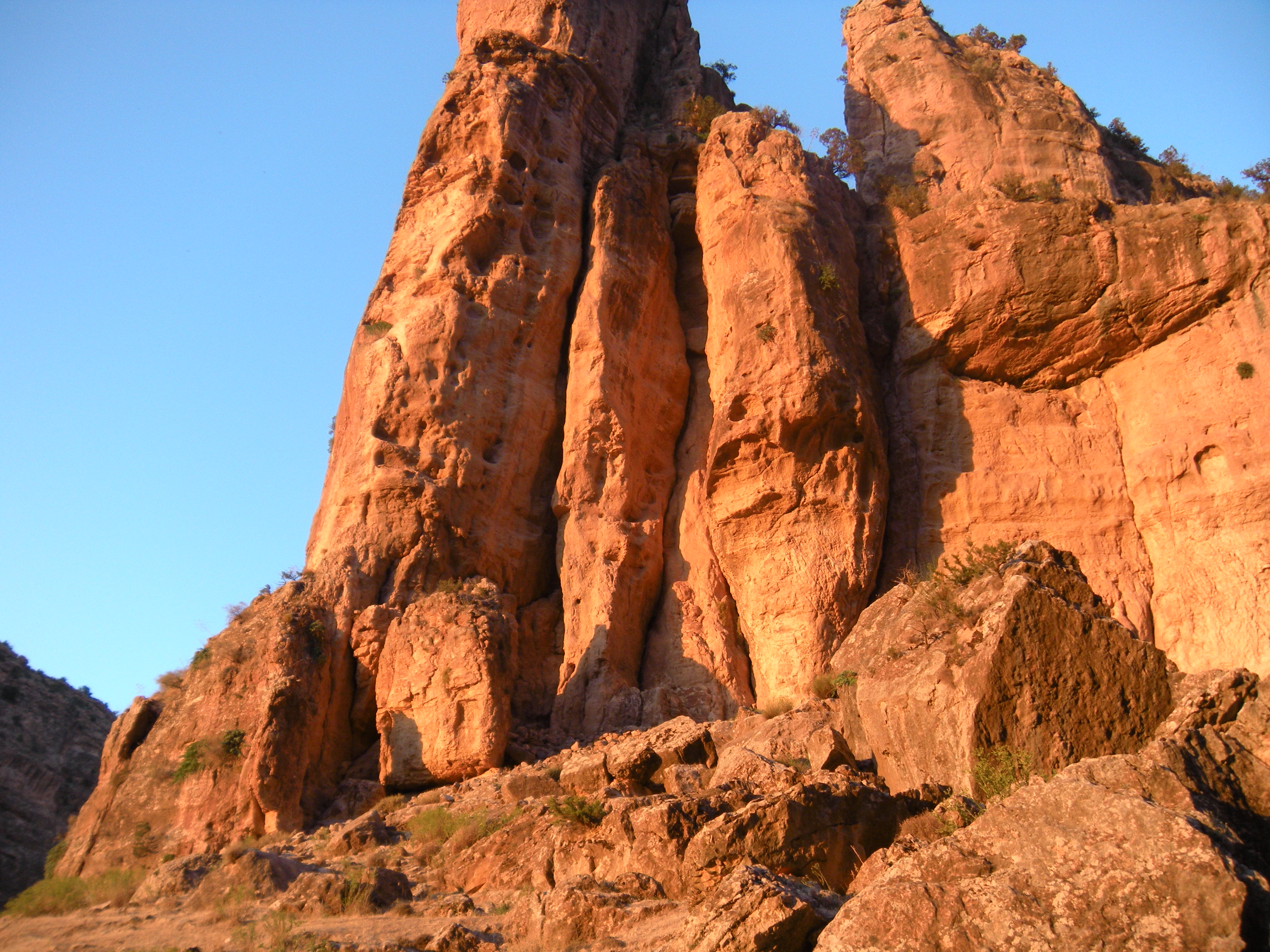
Grande falaise de Maafa sculptée par la nature en forme de cheminée.
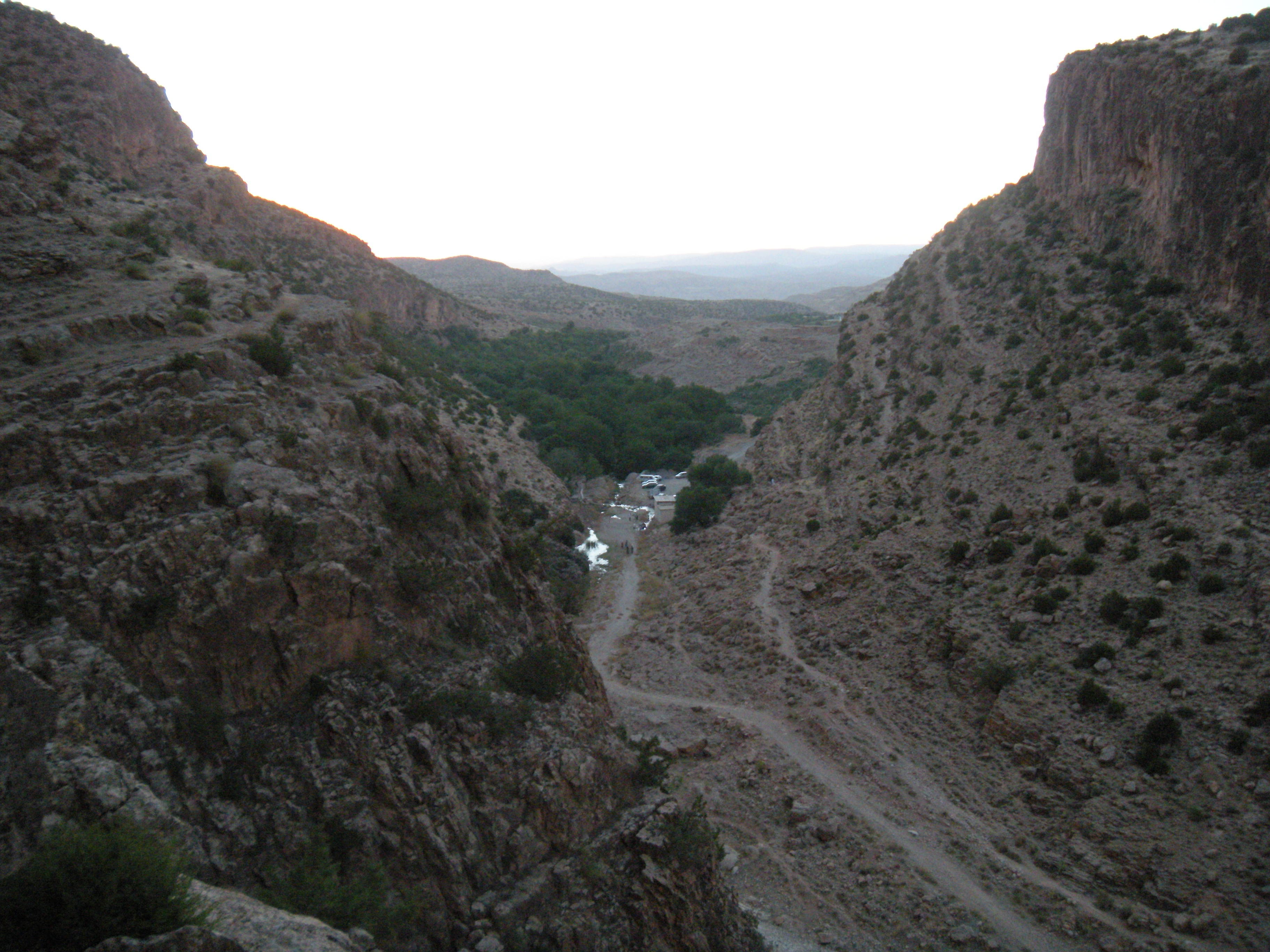
Entrée des gorges ou défilé de Maafa vu de haut avec vue sur la source et l'oasis